# 中観音堂
中観音堂（なかかんのんどう）は、岐阜県羽島市上中町中にある寺院で、隣接する羽島市円空資料館と共に円空作の仏像を展示している。

## 概要
寛文11年（1671年）、円空によって、自らが彫刻した十一面観音菩薩像を本尊として、自身が住持をしていた関市の天台宗寺門派弥勒寺の末寺として、蓬莱山有宝寺（宇宝寺）の寺名で建立された。一説には、母の菩提を弔う為にと言われるが、資料が残っていないため定かではない。
本尊は十一面観音菩薩像であり、多数の円空仏を所蔵していたが、江戸時代にたびたび水害に見舞われ、その多くが失われたとされる。現在残っている鬼子母神像や大黒天像など17体の円空仏は、岐阜県重要文化財に指定されている。
明治9年（1876年）に廃寺となり、それ以降は住職が不在となっている。
昭和62年（1987年）中観音堂が再建され、その隣接地に羽島円空資料館が開館した。円空仏およびそのレプリカと円空の生涯に関する展示が行われている。資料館を出たところに、円空の産湯の水を汲み上げたという「円空上人産湯の井戸」がある。
平成20年（2008年）には円空の木像が建てられた。